# المصمك (مدرعة)
مدرعة المصمك هي مدرعة تقوم بإنتاجها المجموعات السعودية ومقرها الرياض. وهي مدرعة مصفحة ومضادة للألغام والكمائن. تشمل طرازاتها ناقلات الجنود وعربات قيادة وسيطرة، وعربات إسعاف وعربات مزودة بأنظمة مضادة للطائرات، وعربـات مزودة بأنظمة مضادة للدروع والآليات عربات مكافحة شغب وعربات مخصصة لأغراض الرقابة الحدودية.

## المواصفات
وتتميز هذه المدرعات بشكل انسيابي صمم لمراعاة لإعطاء المدرعة سرعة قصوى أثناء السير. كما تتميز بأنواع التسليح ومنافذ إطلاق النيران والغازات المتعددة مما يزودها بكفاءة عالية لتأدية المهام العسكرية والأمنية المطلوبة. أما مستويات التدريع لمدرعة المصمك فهي تعادل التصنيف العسكري STANAG 4569 LEVEL 3، ومستويات الحماية من الألغام فهي أعلى من التصنيف العسكري STANAG 4569 4A & 4B. وتجدر الإشارة أن محرك العربة من نوع كومينز ويستطيع توفير ما يعادل قوة 450 حصان ويصل عامل القوة للوزن حوالي 40 حصان لكل طن واحد وهذا المعدل يفوق العديد من العربات والمدرعات التي تكون أغلبها أقل من 30 حصان لكل طن واحد. وهذا المحرك بالإضافة لنظام ناقل الحركة نوع آليسون والدفرنسات الأمامية والخلفية وأيضاً أنظمة التعليق تستطيع الوصول بالعربة لسرعة تصل لأكثر من 150 كيلومتر في الساعة.
كما تستطيع عربات المصمك اجتياز عوائق عمودية تصل إلى ارتفاع 50 سم وأيضاً تسلق المرتفعات ولغاية 70% والخوض في المياه ولغاية متر واحد. يتوفر في عربات المصمك خزانات وقود أساسية تستطيع الوصول بالعربة لمسافة 700 كيلومتر تقريباً ويمكن زيادتها لتصل إلى 1200 كيلومتر. يتوفر أيضاً في عربات المصمك أنظمة تكييف تستطيع توفير ما يعادل 48000 وحدة تبريد، هذا بالإضافة لأنظمة تهوية قوية جداً قادرة على دفع الهواء داخل أو خارج العربة حسب الرغبة وبتحكم من الداخل فقط.